# Македонска патриотична организация „Пирин“ (Сан Франциско)
Македонската патриотична организация „Пирин“ е секция на Македонската патриотична организация в Сан Франциско, Калифорния, САЩ. Основана е на 27 август 1933 година. Избрано е ръководство в състав Михаил Хаджиангелов (председател), Георги Елчинов (подпредседател), Петър П. Групчев (секретар), Джон Дикоф (касиер), Пол Дикоф (библиотекар). Членове са Филип Чучкароф, Лука Гърбич, С. Т. Салапеф, М. Маслароф, г-жа Маслароф, Васил Георгиеф, В. Н. Мадолоф, Петър Василеф, Ник Гупеф и Васил Николов.